# Frederick Alfred Lubich
Frederick Alfred Lubich (* 1951) ist ein deutscher Literaturwissenschaftler.

## Leben
Er erwarb 1970 Abitur am Hohenstaufen-Gymnasium Göppingen, 1977 das Staatsexamen (Germanistik/Anglistik) an der Universität Heidelberg, 1978 den  M.A. in English Studies an der Cornell University und 1983 den Ph.D. in German Literature an der University of California, Santa Barbara. Seit 1997 ist er Professor für Deutsch an der Old Dominion University.

## Schriften (Auswahl)
- Elisabeth Alexanders Roman „Die törichte Jungfrau“ oder die Wiederkehr der großen Mutter. Weinsberg 1986, ISBN 3-921249-52-X.
- Die Dialektik von Logos und Eros im Werk von Thomas Mann. Heidelberg 1986, ISBN 3-533-03681-2.
- Max Frisch: „Stiller“, „Homo faber“ und „Mein Name sei Gantenbein“. München 1996, ISBN 3-7705-2623-6.
- Wendewelten. Paradigmenwechsel in der deutschen Literatur- und Kulturgeschichte nach 1945. Würzburg 2002, ISBN 3-8260-2089-8.
- Hrsg.: Wandernde zwischen den Welten. Erinnerungen und Betrachtungen aus vier Kontinenten. Festschrift zu Ehren von Ruth Weiss. Verlag Königshausen & Neumann, Würzburg 2022. ISBN 978-3-8260-7677-0.